# اوفه میو زاپاتا

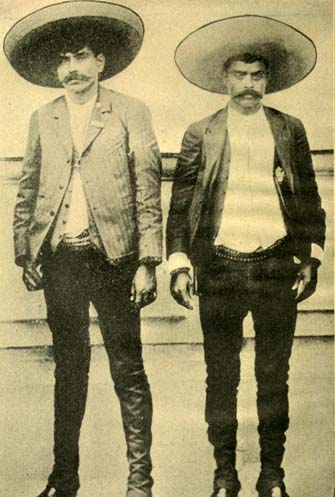
اوفه میو (چپ) و برادر مشهورش امیلیانو (راست).

اوفه میو زاپاتا برادر بزرگتر امیلیانو زاپاتا ملقب به ماخو هم فردی قابل تحسین بود و هم از او حساب برده می‌شد.
او یکی از برجسته‌ترین کسانی بود که برای جنبش زاپاتا و زاپاتیست‌ها علیه حکومت دیکتاتوری پورفیریو دیاس سربازگیری می‌کرد.
برادر کوچکترش امیلیانو زاپاتا تشکیل دهنده و رهبر یک نیروی مهم انقلابی بود که در طول انقلاب مکزیک با نام «ارتش آزادی بخش جنوب» شناخته می شد و به همین دلیل جنبش انقلابی ای که در سال ۱۹۹۴ میلادی از ایالت چیاپاس،مکزیک آغاز شد را به احترام او ساپاتیستا یا ساپاتیستاس می‌خوانند.

## زندگی
اوفه میو زاپاتا در سال ۱۸۴۶در ایالت مرکزی مورلوس در روستایی به نام آننکویلکو (که امروزه آیالا نام دارد) از گابریل زاپاتا و کلئوفاس سالاسار به دنیا آمد و در سال ۱۹۱۵ کشته شد.